# 외제니 부샤르

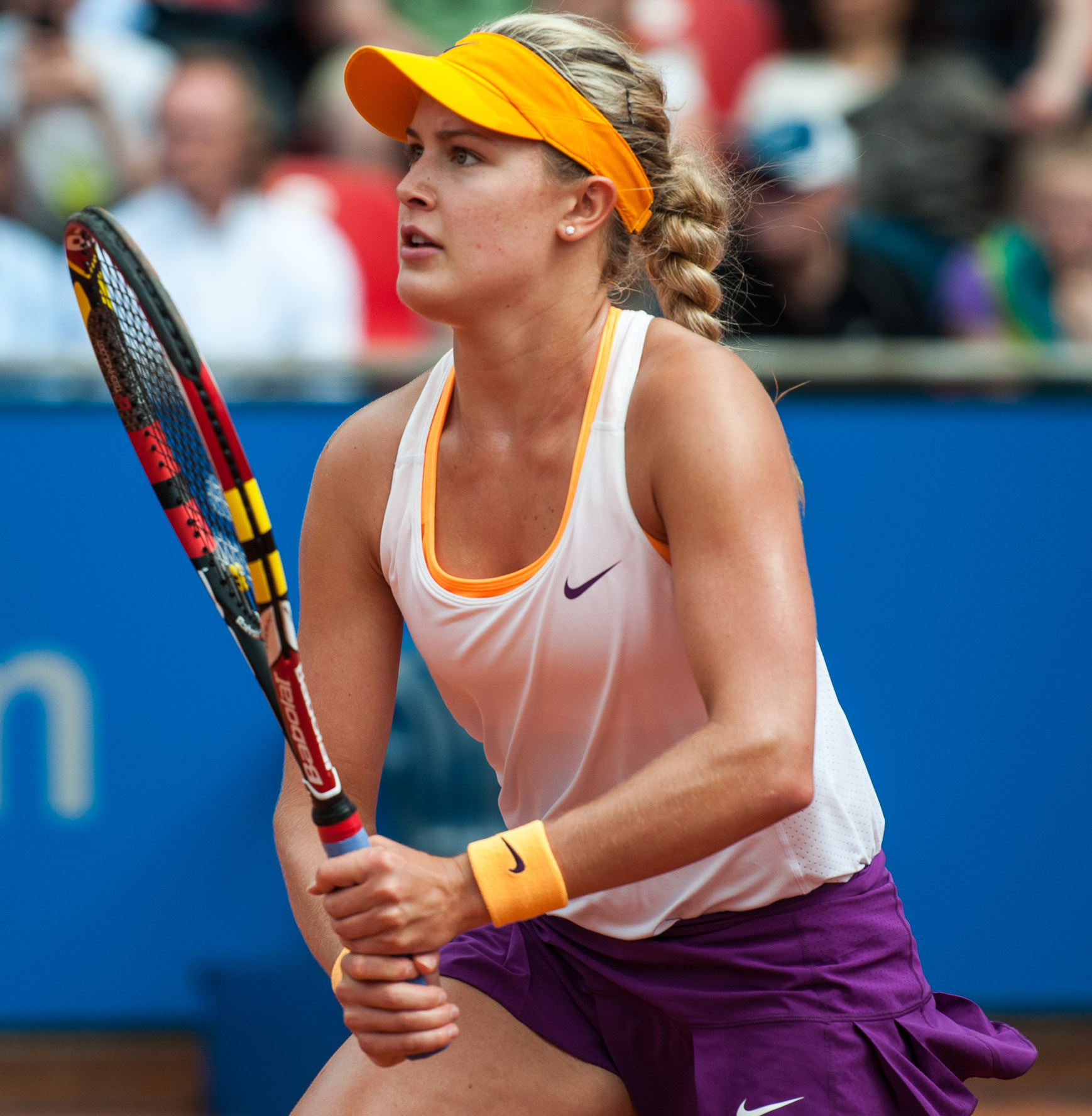
외제니 부샤르

외제니 부샤르(프랑스어: Eugenie Bouchard, 1994년 2월 25일 ~ )는 캐나다의 프로 테니스 선수이다. 그녀는 2012 윔블던 여자 싱글 타이틀에서 주니어 그랜드 슬램을 우승한 최초의 캐나다인이다. 2013년 WTA 투어 후에, WTA(여자테니스연맹)가 선정한 "올해의 신인상"을 수상했는데 캐나다 선수가 이 상을 받은 것은 1983년 칼링 바셋 세구소 이후 30년 만이다. 그녀는 2014년 호주 오픈과 2014년 프랑스 오픈에서 준결승에 올라, 그랜드 슬램의 준결승에 도달한 두 번째 캐나다 선수가 되었다. 칼링 바셋 세구소가 그랜드 슬램에서 준결승에 도달한 유일한 캐나다 선수였다. (Bassett-Seguso, 1984 US 오픈) 마침내, 2014년 윔블던에서 부샤르는 싱글에서 프로 그랜드 슬램의 파이널 매치에 도달한 최초의 캐나다인이 되었다.